# Blaiès
El Blaiés (en francès: Le Blayáis) és una regió del sud-oest de França situada al voltant de Blaia, al nord del departament de la Gironda i la regió de Nova Aquitània, entre l'estuari de la Gironda i el departament de Charanta Marítima.
Majoritariament pertany a l'Àrea lingüística el saintongès, llevat els municipis meridionals de parla gascona.
Mentre que la part nord del territori és un dels components del País Gavai, de cultura i llengua santongueses, la part sud pertany a l'àrea d'expressió occitana gascona. Aquesta darrera formaria el petit parçan (comarca occitana) del Borgès (en occità: Borgés)